# Hadula pulverata
Hadula pulverata är en fjärilsart som beskrevs av Bang-haas 1907. Hadula pulverata ingår i släktet Hadula och familjen nattflyn. Inga underarter finns listade i Catalogue of Life.